# Iglesia de Santa María de la Asunción (Atoyac de Álvarez)

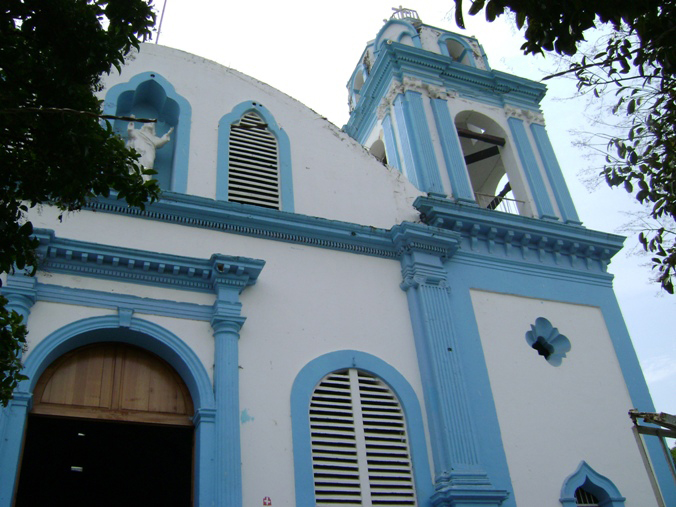
Parroquia de Santa María de la Asunción en Atoyac de Álvarez.

La Parroquia de Santa María de la Asunción se localiza en la población de Atoyac de Álvarez, estado de Guerrero, México.

## Historia

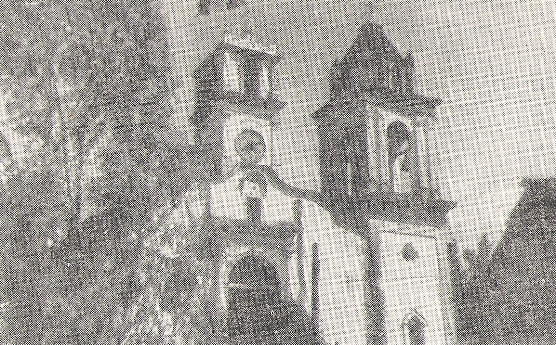
La Parroquia de Santa María de la Asunción en 1966.

La población de Atoyac de Álvarez, fue evangelizada en el año 1555 por el misionero español Fray Juan Bautista Moya, de la orden de San Agustín procedente de Tierra Caliente. La parroquia de Santa María de la Asunción fue construida en sus inicios con bajareque (material de construcción hecho a través de la mezcla de ramas, palos y lodo) y techo de dallame (palapa) hecha por la señora Rafaela Álvarez de la comunidad Hacienda del Zanjón (hoy San Jerónimo de Juárez). Según datos recavados, entre los años 1850 a 1854 se comenzó a construir en adobe y techo de teja. Contaba con cuatro campanas pero debido a la revolución delahuertista (1923), Rosalío Radilla, jefe de este movimiento en la región, se llevó una campana a San Jerónimo permaneciendo en ese lugar hasta nuestros días, lo que dejó solo tres de ellas que datan de los años 1813 y 1870 (la mayor y las dos menores respectivamente) no así la primera de la que se supone fue traída de la comunidad de Mexcaltepec.